# Адамчук Надія Іванівна
Надія Іванівна Адамчук (Надія Адамчук-Чала, * 4 жовтня 1970, Київ) — співробітник інституту мікробіології і вірусології імені Д. К. Заболотного НАН України (в минулому співробітник інституту ботаніки імені Холодного Національної академії наук України).

## Біографія
У 1992 році закінчила Київський Національний педагогічний університет імені Михайла Драгоманова.
Ступінь кандидата біологічних наук отримала працюючи в Центральному ботанічному саду ім. М. М. Гришка Національної академії наук України.
В 1996 році включена до складу групи космонавтів України для проходження підготовки до польотів на кораблях системи Space Shuttle. У листопаді 1996 року прибула в США для проходження передполітної підготовки, але скоро, не пройшовши відбір через медичні показники, була вимушена перервати підготовку і повернутись в Україну.
Нагороджена премією Президента України для молодих вчених 2003 року за роботу «Гравічутливість рослин на клітинному і молекулярному рівнях».